# Dapeng International Plaza
Dapeng International Plaza es un rascacielos de 269,4 metros (884 pies) de altura situado en Cantón, China. El edificio fue completado a principios de 2006, tras numerosos retrasos de construcción, incluyendo uno de un año de duración entre 2004 y 2005.
La planta más alta de la torre está a 213 metros (699 pies) sobre el terreno y el edificio tiene una altura de 269,4 metros (884 pies) a lo más alto de la aguja. El rascacielos comprende 56 plantas de oficinas sobre el terreno y cuatro sótanos para aparcamiento de vehículos.
El edificio completo fue diseñado por el Instituto de Diseño de Cantón y tiene un área interior de planta total de 131.792 m² (1.418.600 sq ft).